# 2003 南米ユース選手権
2003 南米ユース選手権は、南米サッカー連盟が主催する21回目の南米ユース選手権である。ウルグアイで2003年1月4日から1月28日まで開催された。アルゼンチンが通算4回目の優勝を果たした。また今大会は2003 FIFAワールドユース選手権の南米予選を兼ねており、上位4チームが本大会への出場権を獲得した。

## 開催地
| 都市                         | 競技場                               | 収容人数 |
| ---------------------------- | ------------------------------------ | -------- |
| モンテビデオ                 | エスタディオ・センテナリオ           | 66,500   |
| コロニア・デル・サクラメント | エスタディオ・スピシ                 | 12,000   |
| マルドナド                   | エスタディオ・ドミンゴ・ブルゲーニョ | 22,000   |

## 大会フォーマット
総勢10チームが2つのグループに分かれ、ラウンドロビン・トーナメント方式で予選を行う。最終ラウンドでは各組上位3チームの計6チームが、予選と同様の方式で試合を行い順位を決定する。

## 出場国
- アルゼンチン
- ボリビア
- ブラジル
- チリ
- コロンビア
- エクアドル
- ペルー
- パラグアイ
- ベネズエラ
- ウルグアイ (開催国)

## 予選

### グループA
| 順 | チーム     | 試 | 勝 | 分 | 敗 | 得 | 失 | 差  | 点 |
| -- | ---------- | -- | -- | -- | -- | -- | -- | --- | -- |
| 1  | ブラジル   | 4  | 4  | 0  | 0  | 15 | 0  | +15 | 12 |
| 2  | ウルグアイ | 4  | 3  | 0  | 1  | 10 | 4  | +6  | 9  |
| 3  | エクアドル | 4  | 2  | 0  | 2  | 4  | 6  | −2  | 6  |
| 4  | ボリビア   | 4  | 1  | 0  | 3  | 3  | 12 | −9  | 3  |
| 5  | ペルー     | 4  | 0  | 0  | 4  | 3  | 13 | −10 | 0  |

| 1月4日 17:00 |

| ブラジル                                                                | 3 - 0 | ペルー |
| ダニエウ・カルヴァーリョ 23分 · アンドレ・バイーア 66分 · ドゥドゥ 67分 |       |        |

| エスタディオ・センテナリオ、モンテビデオ 主審: エクトル・バルダッシ |

| 1月5日 21:00 |

| ウルグアイ                         | 2 - 0 | エクアドル |
| バルデス 41分 · G. ロドリゲス 88分 |       |            |

| エスタディオ・センテナリオ、モンテビデオ 主審: カルロス・チャンディア |

| 1月7日 17:15 |

| ボリビア | 0 - 7 | ブラジル |
|          |       | カルロス・アルベルト 8分 · フェリペ・メロ 11分, 18分 · ダゴベルト 20分 (pen.), 70分 · ドゥドゥ 72分 · ウィリアム 89分 |

| エスタディオ・センテナリオ、モンテビデオ 主審: アルベルト・ドゥケ |

| 1月7日 21:00 |

| ペルー                   | 1 - 4 | ウルグアイ                                                  |
| ファルファン 29分 (pen.) |       | G. ロドリゲス 3分 · マルティネス 14分, 50分 · ディオゴ 44分 |

| エスタディオ・センテナリオ、モンテビデオ 主審: アティリオ・インベルニッツィ |

| 1月9日 20:00 |

| ボリビア | 0 - 2 | エクアドル                         |
|          |       | ハウレギ 22分 (o.g.) · ゲロン 29分 |

| エスタディオ・センテナリオ、モンテビデオ 主審: グスタボ・ブランド |

| 1月10日 22:00 |

| ブラジル                            | 2 - 0 | ウルグアイ |
| ダニエウ・カルヴァーリョ 25分, 76分 |       |            |

| エスタディオ・センテナリオ、モンテビデオ 主審: エクトル・バルダッシ |

| 1月11日 17:00 |

| エクアドル | 0 - 3 | ブラジル                                                   |
|            |       | ダゴベルト 29分 (pen.) · ウィリアム 44分 · ウェンデウ 80分 |

| エスタディオ・センテナリオ、モンテビデオ 主審: アルベルト・ドゥケ |

| 1月12日 19:00 |

| ボリビア         | 2 - 1 | ペルー      |
| アルセ 9分, 61分 |       | ゲバラ 68分 |

| エスタディオ・センテナリオ、モンテビデオ 主審: アティリオ・インベルニッツィ |

| 1月13日 19:00 |

| エクアドル                  | 2 - 1 | ペルー                   |
| ミーニャ 78分 · ボルハ 90分 |       | ファルファン 89分 (pen.) |

| エスタディオ・センテナリオ、モンテビデオ 主審: カルロス・チャンディア |

| 1月13日 21:00 |

| ウルグアイ                                                       | 4 - 1 | ボリビア              |
| ロペス 11分 · A. ロドリゲス 34分 · ゲレーロ 45+1分 · ポルタ 64分 |       | J. L. オルティス 37分 |

| エスタディオ・センテナリオ、モンテビデオ 主審: アルベルト・ドゥケ |

### グループB
| 順 | チーム       | 試 | 勝 | 分 | 敗 | 得 | 失 | 差 | 点 |
| -- | ------------ | -- | -- | -- | -- | -- | -- | -- | -- |
| 1  | アルゼンチン | 4  | 3  | 0  | 1  | 7  | 3  | +4 | 9  |
| 2  | コロンビア   | 4  | 3  | 0  | 1  | 7  | 3  | +4 | 9  |
| 3  | パラグアイ   | 4  | 2  | 0  | 2  | 7  | 10 | −3 | 6  |
| 4  | チリ         | 4  | 1  | 0  | 3  | 4  | 6  | −2 | 3  |
| 5  | ベネズエラ   | 4  | 1  | 0  | 3  | 1  | 4  | −3 | 3  |

| 1月6日 20:00 |

| パラグアイ                                            | 4 - 2 | チリ                        |
| B. ロペス 39分 · アバロス 48分 · D. ロペス 63分, 65分 |       | ルビオ 16分 · コラレス 51分 |

| エスタディオ・スピシ、コロニア・デル・サクラメント 主審: マルティン・バスケス |

| 1月6日 22:00 |

| アルゼンチン                 | 2 - 1 | コロンビア                 |
| カベナギ 45+2分, 82分 (pen.) |       | モンターニョ 90+1分 (pen.) |

| エスタディオ・スピシ、コロニア・デル・サクラメント 主審: ワグネル・タルデッリ |

| 1月8日 20:00 |

| ベネズエラ | 0 - 1 | パラグアイ    |
|            |       | アバロス 37分 |

| エスタディオ・スピシ、コロニア・デル・サクラメント 主審: マウリシオ・レイノソ |

| 1月8日 22:00 |

| チリ | 0 - 1 | アルゼンチン  |
|      |       | カベナギ 25分 |

| エスタディオ・スピシ、コロニア・デル・サクラメント 主審: ビクトル・リベラ |

| 1月10日 20:00 |

| アルゼンチン | 0 - 1 | ベネズエラ      |
|              |       | エステベス 38分 |

| エスタディオ・スピシ、コロニア・デル・サクラメント 主審: エベルト・アギレラ |

| 1月10日 22:00 |

| コロンビア               | 1 - 0 | チリ |
| モンターニョ 45分 (pen.) |       |      |

| エスタディオ・スピシ、コロニア・デル・サクラメント 主審: マウリシオ・レイノソ |

| 1月12日 20:00 |

| ベネズエラ | 0 - 2 | チリ                                     |
|            |       | ロドリゲス 75分 (o.g.) · ピニージャ 89分 |

| エスタディオ・スピシ、コロニア・デル・サクラメント 主審: ワグネル・タルデッリ |

| 1月12日 22:00 |

| コロンビア                              | 4 - 1 | パラグアイ     |
| ルイス 15分 · アコスタ 26分, 57分, 74分 |       | D. ロペス 90分 |

| エスタディオ・スピシ、コロニア・デル・サクラメント 主審: マルティン・バスケス |

| 1月14日 20:00 |

| ベネズエラ | 0 - 1 | コロンビア  |
|            |       | ルイス 55分 |

| エスタディオ・スピシ、コロニア・デル・サクラメント 主審: マウリシオ・レイノソ |

| 1月14日 22:00 |

| パラグアイ  | 1 - 4 | アルゼンチン                                        |
| ロメロ 74分 |       | リバス 31分 · カベナギ 41分, 69分 · ロドリゲス 55分 |

| エスタディオ・スピシ、コロニア・デル・サクラメント 主審: ホルヘ・ラリオンダ |

## 最終グループ
| 順 | チーム       | 試 | 勝 | 分 | 敗 | 得 | 失 | 差  | 点 | 出場権または降格                    |
| -- | ------------ | -- | -- | -- | -- | -- | -- | --- | -- | ----------------------------------- |
| 1  | アルゼンチン | 5  | 3  | 2  | 0  | 8  | 2  | +6  | 11 | 2003 FIFAワールドユース選手権に出場 |
| 2  | ブラジル     | 5  | 3  | 1  | 1  | 8  | 5  | +3  | 10 | 2003 FIFAワールドユース選手権に出場 |
| 3  | パラグアイ   | 5  | 2  | 3  | 0  | 8  | 6  | +2  | 9  | 2003 FIFAワールドユース選手権に出場 |
| 4  | コロンビア   | 5  | 2  | 1  | 2  | 9  | 7  | +2  | 7  | 2003 FIFAワールドユース選手権に出場 |
| 5  | ウルグアイ   | 5  | 1  | 1  | 3  | 6  | 8  | −2  | 4  |                                     |
| 6  | エクアドル   | 5  | 0  | 0  | 5  | 4  | 15 | −11 | 0  |                                     |

| 1月16日 21:05 |

| ウルグアイ    | 1 - 1 | アルゼンチン    |
| オリベラ 32分 |       | ピスクリチ 82分 |

| エスタディオ・センテナリオ、モンテビデオ 主審: ウィウソン・ジ・ソウザ |

| 1月17日 20:30 |

| エクアドル   | 1 - 4 | コロンビア                                              |
| ミーニャ 7分 |       | モンターニョ 4分 · アギラール 9分, 28分 · アラウホ 91分 |

| エスタディオ・ドミンゴ・ブルゲーニョ、マルドナド 主審: グスタボ・ブランド |

| 1月17日 22:30 |

| ブラジル                  | 1 - 1 | パラグアイ    |
| カルロス・アルベルト 20分 |       | アバロス 14分 |

| エスタディオ・ドミンゴ・ブルゲーニョ、マルドナド 主審: カルロス・チャンディア |

| 1月19日 21:05 |

| パラグアイ                   | 2 - 1 | ウルグアイ             |
| D. ロペス 51分 · ロテラ 91分 |       | オリベーラ 24分 (pen.) |

| エスタディオ・センテナリオ、モンテビデオ 主審: エクトル・バルダッシ |

| 1月20日 20:30 |

| アルゼンチン                                      | 4 - 0 | エクアドル |
| リバス 23分 · サバレタ 33分 · カベナギ 63分, 75分 |       |            |

| エスタディオ・ドミンゴ・ブルゲーニョ、マルドナド 主審: アルベルト・ドゥケ |

| 1月20日 22:30 |

| コロンビア                                     | 2 - 3 | ブラジル                                              |
| ダニ・アウヴェス 51分 (o.g.) · アギラール 90分 |       | フェリペ・メロ 35分 · ウィリアム 62分 · ジャーン 91分 |

| エスタディオ・ドミンゴ・ブルゲーニョ、マルドナド 主審: ホルヘ・ラリオンダ |

| 1月22日 21:05 |

| ウルグアイ          | 2 - 1 | エクアドル |
| ゲレーロ 40分, 62分 |       | バレ 65分  |

| エスタディオ・センテナリオ、モンテビデオ 主審: ウィウソン・ジ・ソウザ |

| 1月23日 20:00 |

| コロンビア  | 1 - 1 | パラグアイ   |
| ルイス 40分 |       | アバロス 2分 |

| エスタディオ・ドミンゴ・ブルゲーニョ、マルドナド 主審: エクトル・バルダッシ |

| 1月23日 22:15 |

| ブラジル | 0 - 1 | アルゼンチン  |
|          |       | カルスカ 70分 |

| エスタディオ・ドミンゴ・ブルゲーニョ、マルドナド 主審: カルロス・アマリージャ |

| 1月25日 18:30 |

| パラグアイ                 | 1 - 1 | アルゼンチン |
| ドス・サントス 75分 (pen.) |       | ピノラ 51分  |

| エスタディオ・ドミンゴ・ブルゲーニョ、マルドナド 主審: ウィウソン・ジ・ソウザ |

| 1月25日 20:30 |

| コロンビア                         | 2 - 1 | ウルグアイ         |
| ルイス 20分 · アンチコ 87分 (pen.) |       | フェルナンデス 8分 |

| エスタディオ・ドミンゴ・ブルゲーニョ、マルドナド 主審: カルロス・チャンディア |

| 1月25日 22:30 |

| エクアドル | 0 - 2 | ブラジル                            |
|            |       | クレイトン・シャヴィエル 66分, 83分 |

| エスタディオ・ドミンゴ・ブルゲーニョ、マルドナド 主審: ホルヘ・ラリオンダ |

| 1月28日 18:00 |

| エクアドル                             | 2 - 3 | パラグアイ                                          |
| ボルハ 28分 · ボラーニョス 81分 (pen.) |       | B. ロペス 44分 (pen.) · バレート 73分 · ロテラ 88分 |

| エスタディオ・センテナリオ、モンテビデオ 主審: グスタボ・ブランド |

| 1月28日 20:00 |

| ブラジル                        | 2 - 1 | ウルグアイ        |
| ダゴベルト 16分 · ジュシエ 89分 |       | マルティネス 64分 |

| エスタディオ・センテナリオ、モンテビデオ 主審: エクトル・バルダッシ |

| 1月28日 22:00 |

| アルゼンチン  | 1 - 0 | コロンビア |
| カベナギ 75分 |       |            |

| エスタディオ・センテナリオ、モンテビデオ 主審: ホルヘ・ラリオンダ |

## 最終結果
| 2003 南米ユース選手権優勝国 |
| --------------------------- |
| · アルゼンチン · 4回目      |

## 2003 FIFA ワールドユース選手権出場国
- アルゼンチン
- ブラジル
- パラグアイ
- コロンビア

## 得点ランキング
8得点
- フェルナンド・カベナギ

4得点
- ダゴベルト
- ハイメ・アルフォンソ・ルイス
- ダンテ・ロペス
- エルウィン・アバロス